# Heliconius peruvianus
Espèce
Heliconius peruvianus est une espèce de lépidoptères (papillons) de la famille des Nymphalidae, de la sous-famille des Heliconiinae et du genre Heliconius.

## Taxinomie
Heliconius peruvianus a été décrit par Cajetan Freiherr von Felder et Rudolf Felder en 1859 sous le nom initial d' Heliconia peruvianus.

### Nom vernaculaire
Heliconius peruvianus se nomme Peruvian Longwing en anglais.

## Description
Heliconius peruvianus est un grand papillon au corps fin et aux ailes antérieures allongées et au bord externe festonné comme celui des ailes postérieures.
Le dessus est de couleur noire avec aux ailes antérieures une bande jaune pâle partant de la base et deux lignes de taches blanches dont une sépare l'apex du reste de l'aile alors que les ailes postérieures présentent une bande jaune pâle partant du bord interne près de la base vers l'apex et deux lignes de petits points blancs, iune submarginale et une seconde qui lui est parallèle.

## Biologie

### Plantes hôtes
Les plantes hôtes de sa chenille sont des Passiflora, Passiflora adenopoda, Passiflora manicata, Passiflora rubra et Passiflora suberosa.

## Écologie et distribution
Heliconius peruvianusa est présent en Équateur et au Pérou,.

### Biotope
Heliconius peruvianus réside en zone sèche.

## Protection
Pas de statut de protection particulier.